# Satélites de Urano

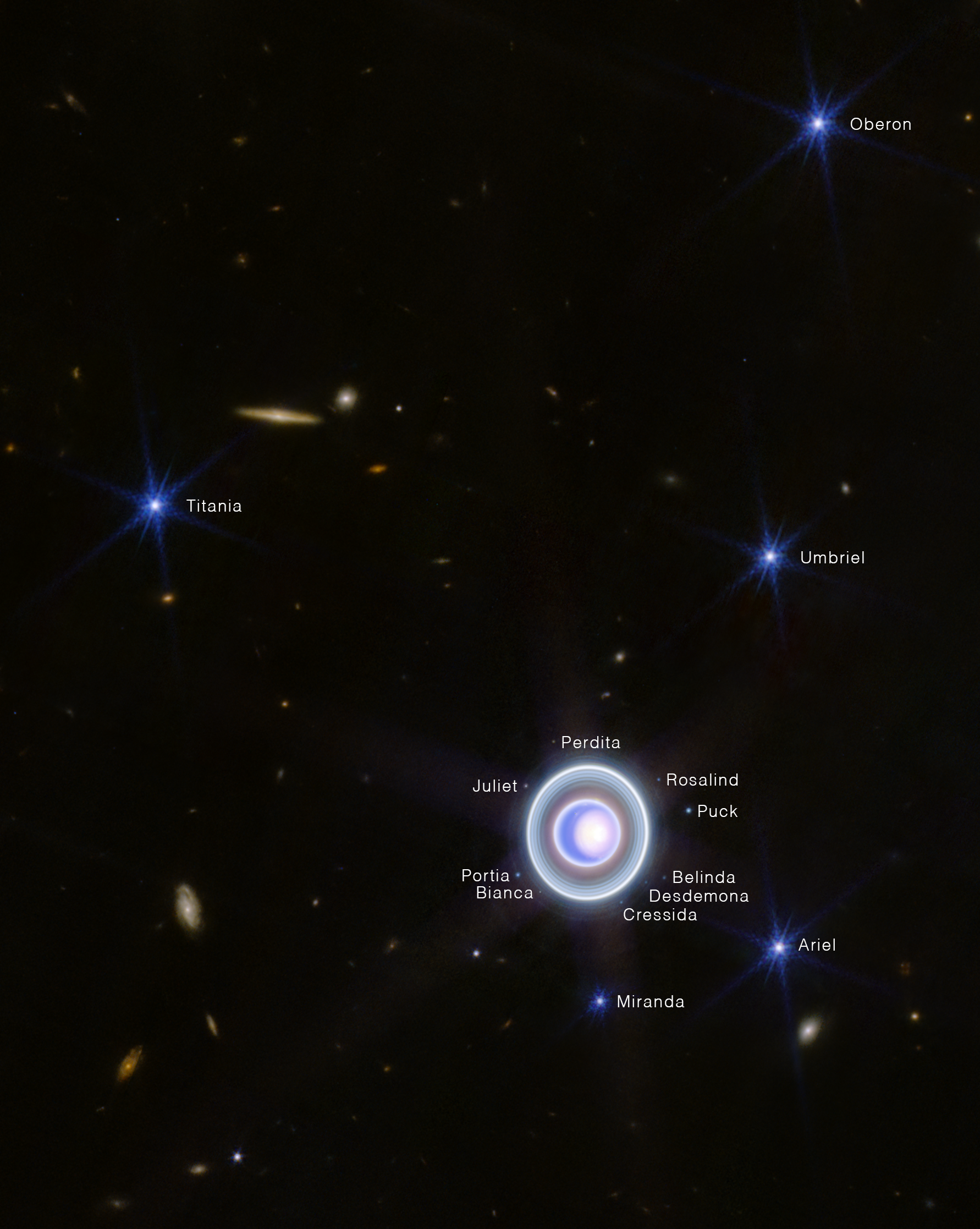
Imagem do Telescópio Espacial James Webb mostrando Urano, seus anéis, e várias de suas luas.

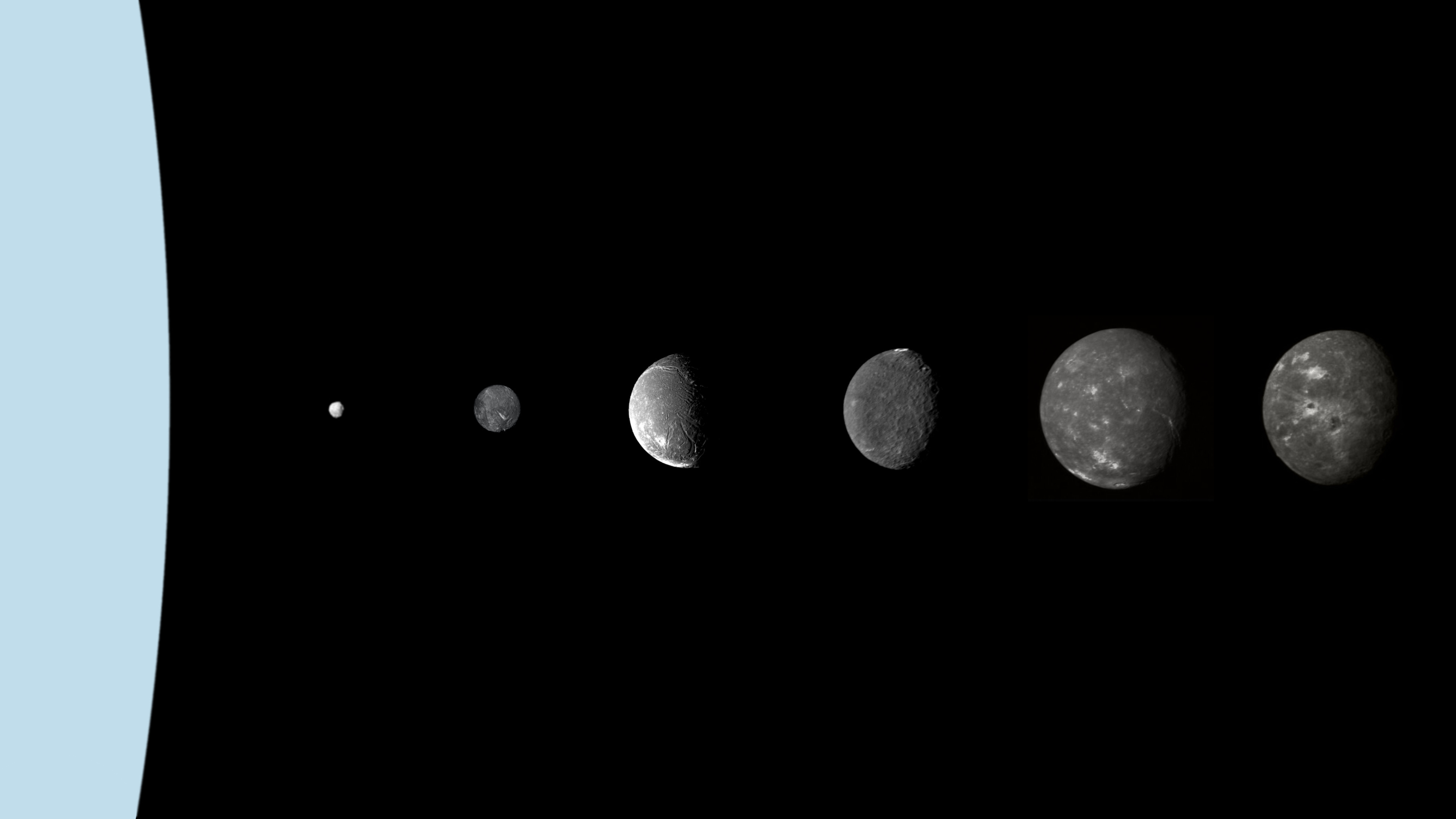
Comparação de tamanho entre Urano e suas seis maiores luas. Da esquerda para a direita: Puck, Miranda, Ariel, Umbriel, Titânia e Oberon.

Urano, o sétimo planeta do Sistema Solar, possui 29 satélites naturais conhecidos. Todos receberam nomes de personagens das obras de William Shakespeare e Alexander Pope. O astrônomo William Herschel descobriu as duas primeiras luas do planeta, Titânia e Oberon, em 1787. As outras luas esféricas foram descobertas em 1851 por William Lassell (Ariel e Umbriel) e em 1948 por Gerard Kuiper (Miranda). As demais luas foram descobertas a partir de 1986, durante o sobrevoo da Voyager 2 por Urano ou através de telescópios terrestres avançados.
Os satélites de Urano são divididos em três grupos: treze satélites internos, cinco grandes satélites e dez satélites irregulares. Os satélites internos são pequenos corpos escuros que possuem propriedades e origem comuns com os anéis do planeta. Os cinco grandes satélites são massivos o suficiente para estarem em equilíbrio hidrostático, e quatro deles mostram sinais de atividade interna como formação de cânions e vulcanismo em suas superfícies. O maior satélite desses cinco, Titânia, tem um diâmetro de 1 578 km e é o oitavo maior satélite no Sistema Solar. Os satélites irregulares de Urano são corpos capturados e têm órbitas elípticas e inclinadas a grandes distâncias do planeta.

## Descoberta
As duas primeiras luas de Urano conhecidas, Titânia e Oberon, foram descobertas pelo astrônomo alemão-britânico William Herschel em 11 de janeiro de 1787, seis anos após ele ter descoberto o planeta em si. Mais tarde, Herschel acreditou ter observado pelo menos seis luas e até um anel ao redor do planeta (veja abaixo). Por cerca de cinquenta anos, os instrumentos de Herschel eram os únicos com os quais as luas haviam sido vistas. Na década de 1840, instrumentos melhores e uma posição mais favorável de Urano no céu levaram a indicações esporádicas de satélites adicionais no sistema. Eventualmente, as próximas duas luas, Ariel e Umbriel, foram descobertas pelo astrônomo inglês William Lassell em 1851. Nessa época, não havia consenso sobre a designação com números romanos das luas de Urano, e publicações hesitavam entre as designações de Herschel (onde Titânia e Oberon são Urano II e IV) e de William Lassell (onde eles são I e II). Com a confirmação de Ariel e Umbriel, Lassell numerou as luas de I a IV em ordem de distância crescente a Urano, e essas designações foram adotadas permanentemente. Em 1852, o filho de Herschel, John Herschel, nomeou as luas conhecidas na época.
Nenhuma outra descoberta foi feita por quase um século. Em 1948, o astrônomo holandês-americano Gerard Kuiper descobriu a última das cinco grandes luas de Urano, Miranda, em observações feitas no Observatório McDonald. Décadas mais tarde, o sobrevoo por Urano da sonda espacial Voyager 2 em janeiro de 1986 levou à descoberta de dez luas internas. Outro satélite interno, Perdita, foi descoberto em 1999 após estudos das fotografias da Voyager 2.
Urano era o último planeta gasoso sem nenhum satélite irregular conhecido, até 1997 quando astrônomos descobriram Sicorax e Calibã usando telescópios terrestres. Nos anos seguintes, outros sete satélites irregulares foram descobertos por grandes telescópios terrestres, o último sendo Margarida em 2003. Duas outras luas internas, Cupido e Mab, foram descobertas em 2003 usando o Telescópio Espacial Hubble. Nenhum outro satélite foi descoberto até 2023, quando Scott S. Sheppard detectou a lua irregular S/2023 U 1 em observações feitas no Telescópio Magalhães Baade no Chile e no Telescópio Subaru no Havaí.

### Descobertas falsas
Depois da descoberta de Titânia e Oberon por William Herschel em 1787, ele acreditou ter descoberto outras quatro luas; duas em 18 de janeiro e 9 de fevereiro de 1790, e mais duas em 28 de fevereiro e 26 de março de 1794. Assim, pelos próximos anos acreditava-se que Urano tinha um sistema de seis satélites, embora as outras quatro luas nunca haviam sido confirmadas por outro astrônomo. Observações feitas por William Lassell em 1851, nas quais ele descobriu Ariel e Umbriel, não encontraram evidência para a existência das quatro luas de Herschel; as características orbitais de Ariel e Umbriel, os quais Herschel poderia ter visto em suas observações, não correspondiam a nenhum dos quatro satélites adicionais que ele tinha descoberto. Os períodos orbitais relatados dos quatro satélites de Herschel eram de 5,89 dias (interior a Titânia), 10,96 dias (entre Titânia e Oberon), 38,08 e 107,69 dias (exterior a Oberon). Foi então concluído que os quatro satélites de Herschel eram falsos, provavelmente se tratando de estrelas fracas que estavam na mesma região do céu que Urano, e o crédito para a descoberta de Ariel e Umbriel foi dado a Lassell.

## Nomes
As duas primeiras luas de Urano, Titânia e Oberon, descobertas em 1787, não tinham nome até 1852, um ano depois da descoberta de Ariel e Umbriel. John Herschel, filho do descobridor de Urano, se responsabilizou por nomear as luas. Ao invés de escolher nomes da mitologia grega como era tradição na época, Herschel nomeou as luas a partir de entidades mágicas da literatura inglesa: as fadas Oberon e Titânia de Sonho de uma Noite de Verão, de William Shakespeare, e os silfos Ariel e Umbriel de O Rapto da Madeixa, de Alexander Pope (Ariel também é um espírito em A Tempestade de Shakespeare). A razão mais provável para essa escolha é que Urano, como deus do céu e do ar, seria atendido por espíritos do ar. Não é claro se foi John Herschel quem teve a ideia dos nomes, ou se William Lassell (o descobridor de Ariel e Umbriel) escolheu os nomes e pediu permissão a Herschel para usá-los.
Os outros nomes, com exceção de Puck e Mab, não continuaram com o tema de espíritos do ar. Em 1949, a quinta lua, Miranda, foi nomeada por seu descobridor Gerard Kuiper a partir de um personagem da obra de Shakespeare A Tempestade. Atualmente, a prática oficial adotada pela União Astronômica Internacional é nomear luas a partir de personagens das obras de Shakespeare e do poema O Rapto da Madeixa (embora atualmente apenas Ariel, Umbriel e Belinda receberam nomes de personagens desse poema; todo o resto é das obras de Shakespeare). As luas externas foram inicialmente todas nomeadas a partir de personagens de A Tempestade, mas esse costume acabou com Margarida, que recebeu nome da obra Muito Barulho por Nada. A lua descoberta mais recentemente, S/2023 U 1, ainda não possui um nome permanente, mas eventualmente receberá um nome das obras de Shakespeare, seguindo a tradição.

A massa relativa das luas de Urano. As cinco luas esféricas variam de Miranda com 0,7% a Titânia com quase 40% da massa total. As luas internas e irregulares correspondem a 0,1%, e são mal visíveis nesta escala

- O Rapto da Madeixa (um poema de Alexander Pope):
  - Ariel, Umbriel, Belinda[2]
- Obras de William Shakespeare:
  - Sonho de uma Noite de Verão: Titânia, Oberon, Puck[2]
  - A Tempestade: Ariel, Miranda, Calibã, Sicorax, Próspero, Setebos, Estefano, Trínculo, Francisco, Ferdinando[2]
  - Rei Lear: Cordélia[2]
  - Hamlet: Ofélia[2]
  - A Megera Domada: Bianca[2]
  - Troilo e Créssida: Créssida[2]
  - Otelo, o Mouro de Veneza: Desdêmona[2]
  - Romeu e Julieta: Julieta, Mab[2]
  - O Mercador de Veneza: Pórcia[2]
  - Como Gostais: Rosalinda[2]
  - Muito Barulho por Nada: Margarida[2]
  - Conto do Inverno: Perdita[2]
  - Tímon de Atenas: Cupido[2]

Alguns asteroides compartilham nomes com luas de Urano: 171 Ophelia, 218 Bianca, 593 Titania, 666 Desdemona, 763 Cupido e 2758 Cordelia.

## Características e grupos

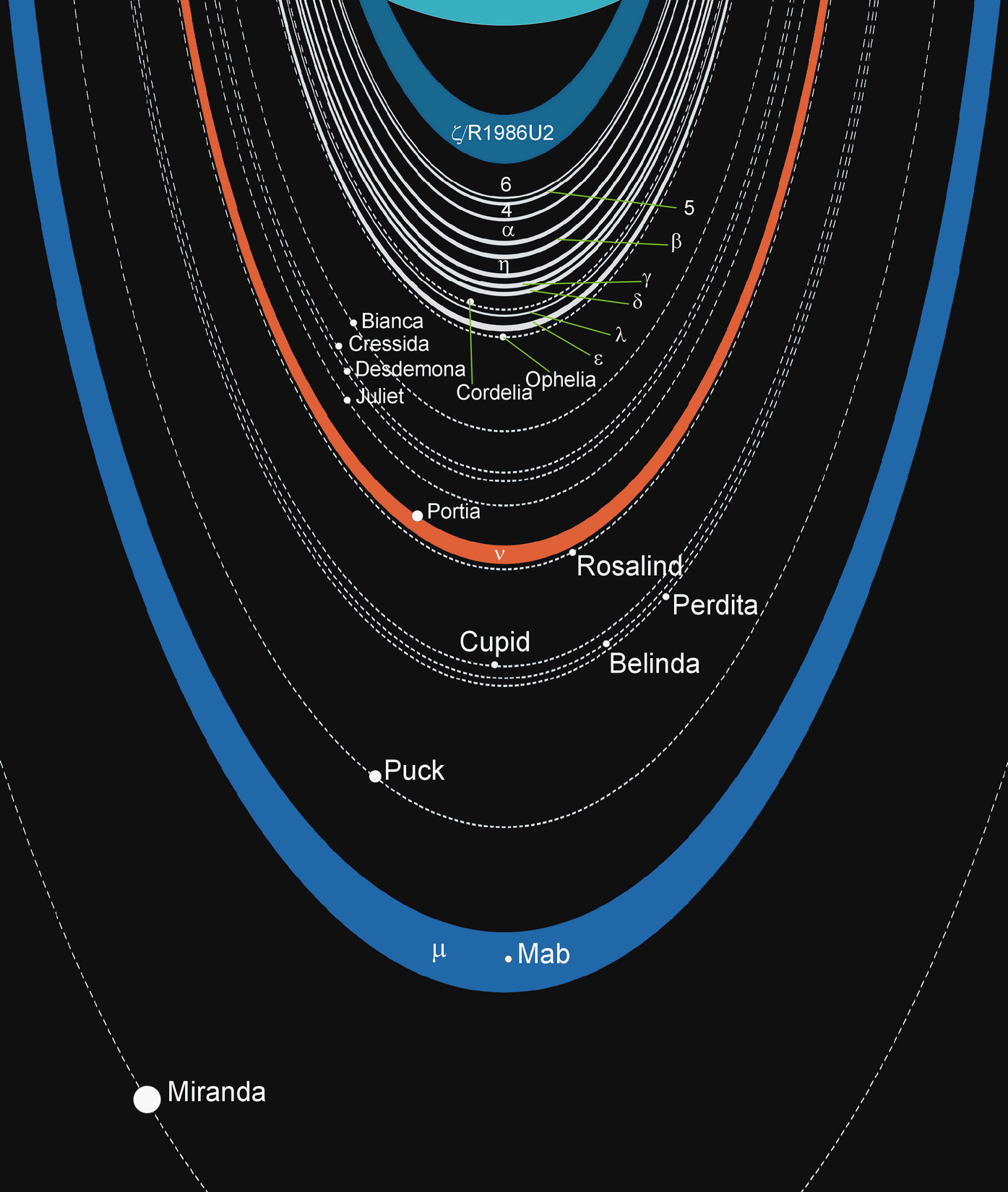
Esquema do sistema uraniano de anéis e satélites

O sistema de satélites uraniano é o menos massivo entre o dos gigantes gasosos; a massa combinada dos cinco maiores satélite equivale a menos da metade da massa de Tritão (a sétima maior lua do Sistema Solar). O maior dos satélites, Titânia, tem um raio de 788,9 km, menos que a metade do raio da Lua, mas um pouco maior que o de Reia, a segunda maior lua de Saturno, fazendo de Titânia a oitava maior lua no Sistema Solar. Urano é cerca de 10 000 vezes mais massivo que suas luas.

### Satélites internos
Urano possui 13 satélites internos conhecidos, com órbitas localizadas dentro da de Miranda. Todas as luas internas estão relacionadas com os anéis de Urano, que provavelmente é o resultado da fragmentação de uma ou várias luas internas. As duas luas mais internas (Cordélia e Ofélia) servem como pastores para o anel ε de Urano, enquanto a pequena lua Mab é uma fonte do anel μ.
Puck, com 162 km de diâmetro, é a maior lua interna de Urano e a única fotografada pela Voyager 2 com algum detalhe. Puck e Mab são os satélites internos mais distantes de Urano. Todas as luas internas são corpos escuros; seu albedo geométrico não passa de 10%. Elas são feitas de água congelada contaminada com um material escuro, provavelmente compostos orgânicos processados por radiação. A lua Créssida é a única com uma medição direta de sua massa e densidade, calculadas a partir de perturbações no anel η de Urano. O valor de densidade encontrado, 0,86 ± 0,16 g/cm3, é inferior ao das grandes luas de Urano, mas é cerca de 50% superior à dos satélites internos de Saturno de tamanho similar, indicando que Créssida, e possivelmente as luas internas de Urano de forma geral, ou têm uma porosidade menor que das luas de Saturno ou têm mais rocha na sua composição.
Nove dos satélites internos—Bianca, Créssida, Desdémona, Julieta, Pórcia, Rosalinda, Cupido, Belinda e Perdita—formam o grupo de satélites Pórcia, um grupo dinâmico de satélites com órbitas e propriedades fotométricas similares. Esses satélites possuem órbitas muito próximas, com uma variação de raio orbital de menos de 20 mil km, o que significa que eles estão constantemente perturbando uns aos outros, gerando um sistema caótico e aparentemente instável. As perturbações podem fazer as órbitas das luas se cruzarem, resultando em colisões. Simulações indicam que em uma escala de tempo de até 10 milhões de anos, Cupido pode colidir com Belinda e Créssida pode colidir com Desdémona.
O baixo tempo de vida de algumas das luas internas significa que elas provavelmente não existem desde a formação do Sistema Solar. É provável que as luas internas de Urano estejam em um processo contínuo de destruição e formação, com novas luas sendo formadas na mesma taxa em que elas são destruídas. Nessa hipótese, o anel ν de Urano, localizado entre as órbitas de Pórcia e Rosalinda, representa os detritos gerados por uma colisão no passado. No futuro, esse anel pode passar por reacreção, formando novos satélites, enquanto futuras colisões gerarão novos anéis.

### Satélites grandes

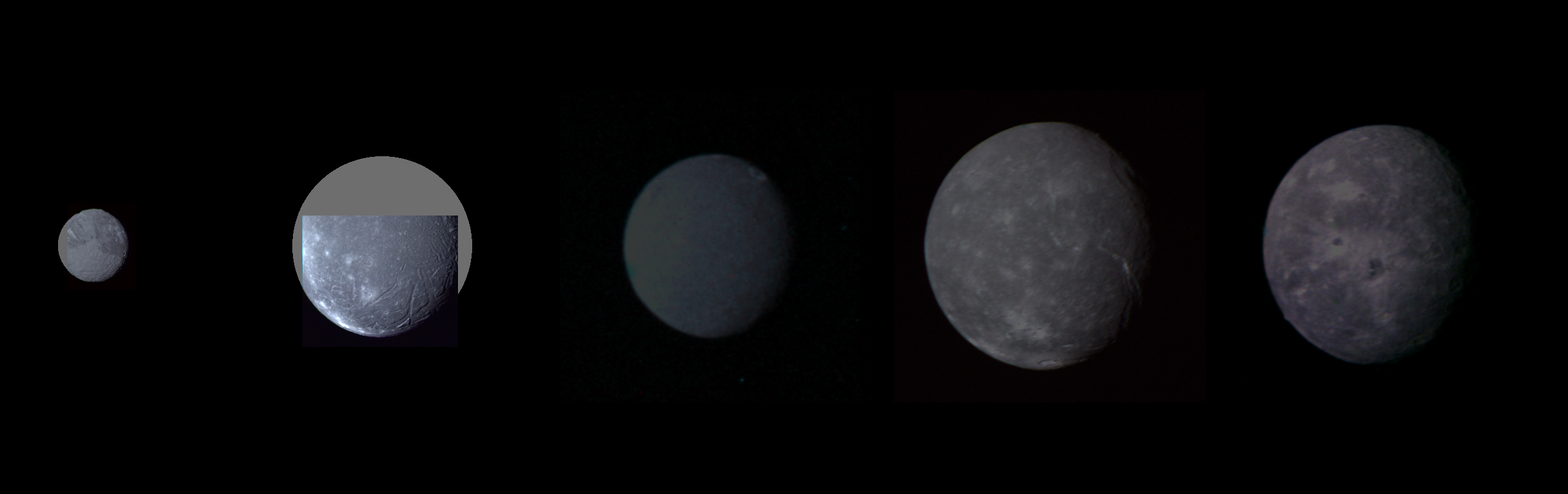
As cinco maiores luas de Urano comparadas em tamanho e brilho. Da esquerda para a direita (em ordem de distância crescente a Urano): Miranda, Ariel, Umbriel, Titânia e Oberon

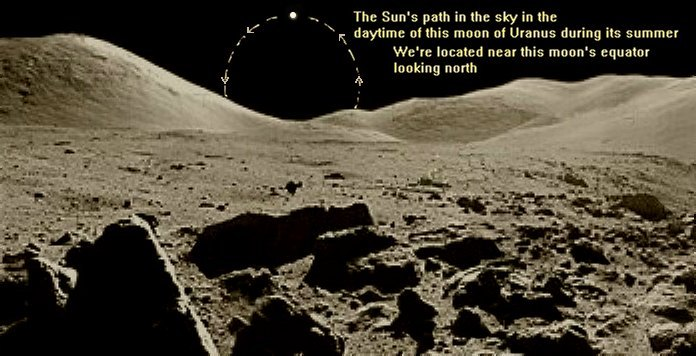
Concepção artística do caminho do Sol no céu de uma lua grande de Urano (que compartilha a inclinação axial do planeta).

Urano tem cinco satélites principais: Miranda, Ariel, Umbriel, Titânia e Oberon. O diâmetro deles varia de 472 km para Miranda a 1578 km para Titânia. Todos os satélites principais são objetos relativamente escuros: seu albedo geométrico varia entre 30 e 50%, e o albedo de Bond varia entre 10 e 23%. Umbriel é a lua mais escura e Ariel a mais brilhante. A massa das luas grandes varia de 6,7×1019 kg (Miranda) a 3,5×1021 kg (Titânia). Por comparação, a Lua da Terra tem uma massa de 7,5×1022 kg. Acredita-se que as luas principais de Urano se formaram no disco de acreção que existiu em volta de Urano por um tempo após sua formação ou é resultado de um grande impacto sofrido por Urano no início de sua existência.
Todos os satélites principais de Urano contêm quantidades aproximadamente iguais de rocha e gelo, com exceção de Miranda, que é feito primariamente de gelo. Os componentes de gelo podem incluir amônia e dióxido de carbono. A superfície dos satélites possui muitas crateras, apesar de todos os satélites (com exceção de Umbriel) mostrarem sinais de renovação endógena da superfície na forma de cânions, e no caso de Miranda, estruturas ovoides chamadas coronae. É provável que processos de extensão associados com diapiros ascendentes são os responsáveis pela origem das coronae. A superfície de Ariel aparenta ser a mais jovem e a com menos crateras, enquanto a de Umbriel parece ser a mais velha. O aquecimento que causou a atividade endógena em Miranda e Ariel pode ter sido causado por uma ressonância orbital 3:1 no passado entre Miranda e Umbriel e uma 4:1 entre Ariel e Titânia. Uma evidência para essas ressonâncias no passado é a inclinação orbital anormal de Miranda (4,34°) para um corpo tão perto do planeta. As grandes luas de Urano podem ser internamente diferenciadas, com núcleos rochosos em seu centro cercados por mantos de gelo. Titânia e Oberon podem abrigar oceanos de água líquida na divisa entre o núcleo e o manto. As luas principais de Urano são corpos com pouca atmosfera. Por exemplo, Titânia não possui nenhum atmosfera em pressões maiores que 10–20 nanobar.
O caminho do Sol em Urano e suas luas durante o solstício é bem diferente do caminho do Sol em outros corpos do Sistema Solar. As luas principais têm quase exatamente a mesma inclinação axial que Urano (seus eixos são paralelos aos de Urano). O Sol segue um caminho circular em volta do polo celestial de Urano, a no mínimo 7 graus longe dele.

### Satélites irregulares

Satélites irregulares de Urano. O eixo horizontal representa a distância ao planeta em Gm (milhões de quilômetros). A excentricidade é representada pelos segmentos amarelos (se estendendo do periastro ao apoastro) com a inclinação representada pelo eixo vertical.

Urano possui dez satélites irregulares conhecidos, os quais estão muito mais afastados do planeta que Oberon, o mais externo dos cinco satélites principais. Ao contrário dos satélites regulares, que possuem órbitas prógradas, quase circulares e alinhadas com o equador do planeta, os irregulares possuem órbitas altamente excêntricas e inclinadas, e todos exceto um têm órbitas retrógradas, no sentido contrário ao da rotação do planeta. Um maior número de satélites irregulares retrógrados do que prógrados é observado em todos os planetas gigantes, o que está relacionado a uma maior estabilidade orbital para satélites retrógrados.
O semieixo maior da órbita dos satélites irregulares de Urano varia entre 6 e 29% do raio da esfera de Hill do planeta (rH), de 73 milhões de km, que representa a região do espaço em que a força gravitacional de Urano domina a do Sol. A distâncias maiores que cerca de 0,7 rH, no entanto, as órbitas já se tornam instáveis, portanto esse é o limite teórico de estabilidade para qualquer satélite de Urano. Apesar disso, nenhum satélite foi encontrado mais afastado que 0,29 rH, e em termos da fração do raio da esfera de Hill, o sistema de satélites irregulares de Urano parece ser mais compacto que os de Júpiter e Saturno. A distâncias entre 2 e 10 rH, simulações indicam que quasi-satélites podem existir em órbitas estáveis por bilhões de anos, mas nenhum objeto assim foi encontrado.
O tamanho dos satélites irregulares conhecidos de Urano varia entre 150 km (Sicorax) e menos de 10 km (S/2023 U 1). Os limites de detecção atuais permitem excluir a presença de outros objetos maiores que cerca de 8 km. Acima desse limite, os satélites irregulares de Urano parecem ser similares aos de Júpiter em termos de número de objetos, distribuição de tamanho e características orbitais. Eles podem ser divididos em dois grupos de acordo com o semieixo maior e a excentricidade orbital. O grupo interno inclui os satélites mais próximos do planeta (a < 0,15 rH) e moderadamente excêntricos (~0,2): Francisco, Calibã, Estefano, S/2023 U 1 e Trínculo. O grupo externo (a > 0,15 rH) inclui satélites com altas excentricidades (~0,5): Sicorax, Próspero, Setebos e Ferdinando. Calibã, Estefano e S/2023 U 1, em especial, possuem órbitas muito similares entre si, e podem ser fragmentos da colisão de um corpo maior.
Com uma inclinação orbital de 51,5°, Margarida é o único satélite irregular prógrado de Urano conhecido, e atualmente tem a maior excentricidade orbital de qualquer lua no Sistema Solar, embora a excentricidade média da lua de Netuno Nereida seja maior. Em 2015, a excentricidade de Margarida era de 0,812. As inclinações intermediárias entre 60° e 140° não possuem luas devido à instabilidade de Kozai. Nessa zona instável, perturbações solares fazem as luas adquirirem altas excentricidades que levam a colisões com satélites internos ou ejeção. O tempo de vida das luas nesta zona de instabilidade é de dez milhões a um bilhão de anos.
As características orbitais dos satélites irregulares, em especial a existência de órbitas retrógradas, significa que eles não se formaram da mesma maneira que os satélites regulares, por acreção em torno do planeta, portanto eles só podem ter sido capturados de uma órbita heliocêntrica. O mecanismo de captura e a população de origem, no entanto, permanecem incertos. Os principais cenários de captura já propostos são aumento rápido da massa do planeta (chamado pull-down), arrasto com o gás do disco protoplanetário e interação de três ou mais corpos. A similaridade entre os sistemas de satélites irregulares dos planetas gigantes parece favorecer o terceiro processo, pois ele não depende do mecanismo de formação de cada planeta. No modelo de Nice, os satélites irregulares foram capturados durante o processo de migração dos planetas gigantes há 3,9 bilhões de anos, por meio de encontros de três corpos causados por encontros próximos entre os planetas. A população original de satélites irregulares provavelmente era significativamente maior (cerca de 100 vezes mais massiva), tendo sido reduzida com o passar do tempo por colisões entre os satélites. A poeira liberada nessas colisões então caiu para o interior do sistema uraniano, explicando a coloração avermelhada assimétrica dos grandes satélites do planeta.

## Tabela
Os satélites de Urano estão listados aqui por período orbital, do menor para o maior. Satélites esféricos estão destacados em azul-claro e negrito. Satélites irregulares com órbitas prógradas estão mostrados em cinza-claro, e os com órbitas retrógradas em cinza-escuro.
| Ordem | Número | Nome       | Imagem | Diâmetro (km)                      | Massa (×1018 kg) | Semieixo maior (km) | Período orbital (d) | Inclinação (°) | Excentricidade | Ano de descoberta | Descobridor             |
| ----- | ------ | ---------- | ------ | ---------------------------------- | ---------------- | ------------------- | ------------------- | -------------- | -------------- | ----------------- | ----------------------- |
| 1     | VI     | Cordélia   |        | 40 ± 6 (50 × 36)                   | 0,044            | 49 751              | 0,335034            | 0,08479°       | 0,00026        | 1986              | Terrile (Voyager 2)     |
| 2     | VII    | Ofélia     |        | 43 ± 8 (54 × 38)                   | 0,053            | 53 764              | 0,376400            | 0,1036°        | 0,00992        | 1986              | Terrile (Voyager 2)     |
| 3     | VIII   | Bianca     |        | 51 ± 4 (64 × 46)                   | 0,092            | 59 165              | 0,434579            | 0,193°         | 0,00092        | 1986              | Smith (Voyager 2)       |
| 4     | IX     | Créssida   |        | 80 ± 4 (92 × 74)                   | 0,25 ± 0,04      | 61 766              | 0,463570            | 0,006°         | 0,00036        | 1986              | Synnott (Voyager 2)     |
| 5     | X      | Desdémona  |        | 64 ± 8 (90 × 54)                   | 0,18             | 62 658              | 0,473650            | 0,11125°       | 0,00013        | 1986              | Synnott (Voyager 2      |
| 6     | XI     | Julieta    |        | 94 ± 8 (150 × 74)                  | 0,56             | 64 360              | 0,493065            | 0,065°         | 0,00066        | 1986              | Synnott (Voyager 2)     |
| 7     | XII    | Pórcia     |        | 135 ± 8 (156 × 126)                | 1,70             | 66 097              | 0,513196            | 0,059°         | 0,00005        | 1986              | Synnott (Voyager 2)     |
| 8     | XIII   | Rosalinda  |        | 72 ± 12                            | 0,25             | 69 927              | 0,558460            | 0,279°         | 0,00011        | 1986              | Synnott (Voyager 2)     |
| 9     | XXVII  | Cupido     |        | ~18                                | 0,0038           | 74 800              | 0,618               | 0,1°           | 0,0013         | 2003              | Showalter e Lissauer    |
| 10    | XIV    | Belinda    |        | 90 ± 16 (128 × 64)                 | 0,49             | 75 255              | 0,623527            | 0,031°         | 0,00007        | 1986              | Synnott (Voyager 2)     |
| 11    | XXV    | Perdita    |        | 30 ± 6                             | 0,018            | 76 420              | 0,638               | 0,0°           | 0,0012         | 1999              | Karkoschaka (Voyager 2) |
| 12    | XV     | Puck       |        | 162 ± 4                            | 2,90             | 86 004              | 0,761833            | 0,3192°        | 0,00012        | 1985              | Synnott (Voyager 2)     |
| 13    | XXVI   | Mab        |        | ~25                                | 0,01             | 97 734              | 0,923               | 0,1335°        | 0,0025         | 2003              | Showalter e Lissauer    |
| 14    | V      | Miranda    |        | 471,6 ± 1,4 (481 × 468 × 466)      | 65,9 ± 7,5       | 129 390             | 1,413479            | 4,232°         | 0,0013         | 1948              | Kuiper                  |
| 15    | I      | Ariel      |        | 1 157,8 ± 1,2 (1162 × 1156 × 1155) | 1 353 ± 120      | 191 020             | 2,520379            | 0,260°         | 0,0012         | 1851              | Lassell                 |
| 16    | II     | Umbriel    |        | 1 169,4 ± 5,6                      | 1 172 ± 135      | 266 300             | 4,144177            | 0,205°         | 0,0039         | 1851              | Lassell                 |
| 17    | III    | Titânia    |        | 1 576,8 ± 1,2                      | 3 527 ± 90       | 435 910             | 8,705872            | 0,340°         | 0,0011         | 1787              | Herschel                |
| 18    | IV     | Oberon     |        | 1 522,8 ± 5,2                      | 3 014 ± 75       | 583 520             | 13,463239           | 0,058°         | 0,0014         | 1787              | Herschel                |
| 19    | XXII   | Francisco  |        | ~22                                | 0,0072           | 4 276 000           | −266,56             | 147,459°       | 0,1459         | 2003              | Holman et al.           |
| 20    | XVI    | Calibã     |        | ~72                                | 0,25             | 7 231 000           | −579,73             | 139,885°       | 0,1587         | 1997              | Gladman et al.          |
| 21    |        | S/2023 U 1 |        | 8                                  | 0,00027          | 7 999 500           | −679,4              | 141,9°         | 0,187          | 2024              | Sheppard et al.         |
| 22    | XX     | Estefano   |        | ~32                                | 0,022            | 8 004 000           | −677,37             | 141,873°       | 0,2292         | 1999              | Gladman et al.          |
| 23    | XXI    | Trínculo   |        | ~18                                | 0,0039           | 8 504 000           | −749,24             | 166,252°       | 0,2200         | 2001              | Holman et al.           |
| 24    | XVII   | Sicorax    |        | ~150                               | 2,30             | 12 179 000          | −1288,28            | 152,456°       | 0,5224         | 1997              | Nicholson et al.        |
| 25    | XXIII  | Margarida  |        | ~20                                | 0,0054           | 14 345 000          | 1687,01             | 51,455°        | 0,6608         | 2003              | Sheppard e Jewitt       |
| 26    | XVIII  | Próspero   |        | ~50                                | 0,085            | 16 256 000          | −1978,29            | 146,017°       | 0,4448         | 1999              | Holman et al.           |
| 27    | XIX    | Setebos    |        | ~48                                | 0,075            | 17 418 000          | −2225,21            | 145,883°       | 0,5914         | 1999              | Kavelaars et al.        |
| 28    | XXIV   | Ferdinando |        | ~20                                | 0,0054           | 20 901 000          | −2805,51            | 167,346°       | 0,3682         | 2003              | Holman et al.           |

Fontes: NASA/NSSDC, Sheppard, et al. 2005. Para os satélites externos recentemente descobertos (Francisco até Ferdinando) os dados orbitais mais precisos podem ser gerados com o Natural Satellites Ephemeris Service. Os satélites irregulares são significativamente perturbados pelo Sol.